# エサラ・ペラヘラ祭
エサラ・ペラヘラ祭（Esala Perahera）は、スリランカ中部州キャンディで行われる祭り。
ペラヘラは行列を意味する言葉で、祭り自体はスリランカ国内各地で行なわれているが、キャンディのエサラの月の新月から満月にかけての2週間で行なわれるエサラ・ペラヘラ祭は、中でも最大の規模である。
仏歯を納めた舎利容器を背に乗せた、装飾（電飾）されたゾウを先頭に、音楽隊やダンサーなどの群が街中を歩いてパレードするのがペラヘラの由来となっている。
現在では仏歯に対する祭祀であるが、祭りに仏歯が加わったのは1775年からで、以前はキャンディのヒンドゥー教の守護神であるナータ、ヴィシュヌ、カタラガマ、パッティニの神々を祀る祭祀であった。